# 亚伯拉罕·戈特洛布·维尔纳
亚伯拉罕·戈特洛布·维尔纳（德語：Abraham Gottlob Werner，1749年9月25日—1817年6月30日）是一名德国地质学家，1775年起一直担任弗莱贝格工业大学的矿物学教授。维尔纳是第一个使地质学系统化成为一门科学的人，提出了著名的水成论。